# Hisamitsu Springs
Hisamitsu Springs (japanska: 久光製薬スプリングス)  är en volleybollklubb (damer) från Tosu, Japan. Klubben grundades 1948 och spelar i V.League Division 1. Klubben har använt det nuvarande namnet sedan 1994 (då V.League lanserades). De har blivit japanska mästare sju gånger (2001-02, 2006-07, 2012-13, 2013-14, 2015-16, 2017-18 och 2018-19)